# Thérines
Thérines é uma comuna francesa na região administrativa de Altos da França, no departamento de Oise. Estende-se por uma área de 10,8 km². Em 2010 a comuna tinha 207 habitantes (densidade: 19,2 hab./km²).